# 張大猷 (萬曆乙未進士)
張大猷（？年—？年），字允升，號武程，湖廣黄州府黄陂縣人。明朝政治人物。

## 生平
萬曆十三年（1585年）乙酉科湖广乡试第九十名举人，二十三年（1595年）登乙未科進士，吏部觀政，二十四年二月初授廣東徐聞縣知縣，二十七年以才調香山縣。會税璫李鳳謀駐香山，大猷抗言曰：香山彈丸孤城，近海瘴癘，誠非税使所宜。且番情叵測，萬一犯及命使，如朝廷威德何。璫沮而止，諸大吏咸韙之。未幾，奸人附璫，羅織邑民四十餘人，璫命私人往逮，大猷不可。俄復有人誘璫採礦，璫集亡命千百，分踞諸山，淫掠横行。大猷密白制按，立擒首惡置之法。居常廉潔自勵，以教化為己任。建育英館課士，聽訟平恕，每以天良開諭之。滿六載，以治最徵，邑民追送累日。
万历三十三年升刑部主事，三十五年考察，三十八年降補壽張知縣，丁憂歸。四十一年補蕭山知縣，本年升户部貴州司主事，四十二年管禄米倉，四十三年七月管理浒墅鈔关，四十五年升江西司员外郎、福建司郎中。四十七年（1619年）三月，由户部郎中外放直隶广平府知府。天啓元年（1621年）升廣東羅定定道副使，四年升湖廣寧太兵備參政，六年三月升浙江按察使，七年四月升山西布政使司右布政使、口北道。五月以年力衰迈，著冠带闲住。名宦四十余载，政事文章卓然独立。奉旨建坊纶褒三代。寿八十四，以无疾终。其撰盖最富，祀乡贤。

## 家族
曾祖张本道。祖张官。父张万镃。母聂氏。慈侍下。娶闵氏，子自珍、自瑾、自瑜。